# 布蘭登堡-安斯巴赫
布蘭登堡-安斯巴赫藩侯國，德意志地區歷史上的一個諸侯國，首都位於安斯巴赫。
安斯巴赫公国是神圣罗马帝国内的一块特权封建领地，产生于1398年霍亨索伦家族领地的分裂。纽伦堡伯爵腓特烈五世死后，其领地被两个儿子瓜分：长子约翰三世继承拜罗伊特，次子腓特烈六世得到安斯巴赫，此即安斯巴赫作为独立领地的由来。后来神圣罗马帝国皇帝西吉斯蒙德又将勃兰登堡边防区赐予腓特烈六世，于是他的公国从此便常被称为勃兰登堡-安斯巴赫藩侯国（Markgraftum Brandenburg-Ansbach）。然而，勃兰登堡和安斯巴赫实际是两块相隔极远的领地；而且在腓特烈六世之子阿尔布雷希特三世去世后，这两块领地又再度分裂，以后安斯巴赫的王公们并不统治勃兰登堡。此外，「藩侯」也是个容易引起误解的名称，因为安斯巴赫从来也不是马克（边防区），而是所谓的「藩侯国」（Markgraftum）。

## 历代安斯巴赫藩侯
- 腓特烈一世，1398年-1440年
- 阿尔布雷希特一世，1440年-1486年，即勃兰登堡選侯阿尔布雷希特三世
- 腓特烈二世，1486年–1515年
- 格奥尔格，1515年–1543年
- 格奧爾格·腓特烈一世，1543年–1603年

1603年，布蘭登堡-安斯巴赫舊系絕嗣，由布蘭登堡選侯約翰·格奧爾格的幼子約阿希姆·恩斯特繼承
- 約阿希姆·恩斯特，1603年–1625年
- 腓特烈三世，1625年–1634年
- 阿尔布雷希特二世，1634年–1667年
- 约翰·腓特烈，1667年–1686年
- 克里斯蒂安·阿爾布雷希特，1686年–1692年
- 格奧爾格·腓特烈二世，1692年–1703年
- 威廉·腓特烈，1703年–1723年
- 卡爾·威廉·腓特烈，1723年–1757年
- 亞歷山大，1757年–1791年